# 앨런 릭트먼
앨런 제이 릭트먼(영어: Allan Jay Lichtman, 1947년 4월 4일 ~ )은 미국의 정치역사학자이다. 현 아메리칸 대학교 역사학 교수로, 1984년 이후 치러진 일곱 번의 대선 결과를 모두 정확히 예측해내어 '대선 족집게'라는 별명을 얻었다. 그는 조지 H. 부시 대통령의 재선 실패를 예언했고, 미국 최초의 흑인 대통령의 탄생을 2005년에 이미 예언하였다.
릭트먼 교수는 2016년 미국 대통령 선거에서의 도널드 트럼프 후보의 약진에 대해 "트럼프는 공화당의 무능이 만들어낸 프랑켄슈타인"이라고 비판하였다. 그러나 이후 그는 본인이 만든 '13개 명제' 시스템으로 보자면, 결국 도널드 트럼프가 미국의 제 45대 대통령이 될 것이라 예측하였다.

## 저서
- 백악관으로 가는 열쇠 The Keys to the White house

## 참고 자료
- 세계일보 인터뷰